# Saverio Griffini
Saverio Griffini (Casalpusterlengo, 28 settembre 1802 – Bosnasco, 17 dicembre 1884) è stato un generale e patriota italiano.

## Biografia
Nasce da una agiata famiglia di agricoltori. Mentre è studente universitario di Filosofia a Pavia e non ancora diciannovenne cospira contro l'Impero d'Austria, trovandosi ricercato dalla polizia austriaca riesce a passare in Piemonte dove partecipa ai moti del 1821. Fugge prima in Spagna e poi in Francia combatte per i moti costituzionali. Il 14 settembre 1823, ferito, cade prigioniero. Rimesso in libertà viene consegnato a Milano alla polizia austriaca. Viene processato, dopo 3 mesi di carcere esiliato a Orio Litta. Dedicatosi all'agricoltura si sposa ed è padre di sei figli che non bastano a trattenerlo tra le mura domestiche quando nel 1848 la battaglia per la libertà lo richiama. Nel marzo si unisce ai rivoltosi ed assume il comando di un gruppo con cui il 5 di aprile si attesta al ponte sul fiume Oglio dove, raggiunto dall'esercito Sardo, viene nominato capitano nella sua compagnia di Bersaglieri, con la quale partecipa allo scontro al ponte di Goito (8 aprile). Il 12 aprile 1848 Carlo Alberto, conferì sul campo la medaglia d'oro al valore a Saverio Griffini che, durante la battaglia aveva fatto prigionieri cinquantatré "Cacciatori Tirolesi". Fu il culmine della costante audacia della "Legione Volontari Lombardi Griffini" nata in origine a Casalpusterlengo e ufficializzatasi a Calvenzano come appoggio agli insorti delle Cinque Giornate di Milano. Si distinse poi il 6 maggio a S. Lucia e a Sommacampagna. Promosso successivamente fino al grado di generale, viene inviato a Brescia nel luglio dello stesso anno. Dopo l'armistizio di Salasco patteggiò con gli svizzeri per raggiungere il Piemonte attraverso il loro territorio per assumere il comando della 2ª Brigata della divisione Lombarda. Collocato in aspettativa nel 1849, non rientrò più nell'esercito e dopo la proclamazione del Regno d'Italia fu nominato segretario della Commissione per la medaglia commemorativa delle guerre d'indipendenza. Saverio Griffini morì il 17 dicembre 1884 a Bosnasco. Le sue spoglie furono traslate nel 1964 nel famedio del cimitero maggiore di Lodi.